# Fotijeva shizma
Fotijeva shizma' je bil štiri leta (863-867) trajajoč razkol med nadškofijskima  sedežema v Rimu in Konstantinoplu.
Predmet spora je bila papeževa zahteva po jurisdikciji na Vzhodu in ne obtožba za herezijo. Razkol je nastal predvsem kot boj za cerkveno oblast na južnem Balkanu in oseben  spopad vodij grške in latinske cerkve. Glavna udeleženca sta bila  papež Nikolaj I. in patriarh Fotij I.. Oba sta bila izvoljena leta 858, vladavina obeh pa se je končala leta 867. Prvi  je takrat umrl, drugega pa so odstavili. Fotijeva shizma se od velike shizme v 11. stoletju razlikuje po tem, da je v slednji papež kot prvi med enakimi (primus inter pares) obtožil Vzhodno cerkev herezije in izgubil avtoriteto nad štirimi vzhodnimi patriarhijami.

## Začetek
Leta 858  sta  bizantinski cesar Mihael III. in njegov stric in dejanski vladar Bardas izgnala patriarha Ignacija Carigrajskega, ki je bil na tem položaju od leta 847, zaradi suma,  da je povezan  z njunimi nasprotniki. Patriarh naj bi uradno odstopil, vendar nekateri zgodovinarji trdijo, da je odstop zavrnil.  Na njegovo mesto je bil že v enem tednu posvečen in  izvoljen laik Fotij, kar je bilo v nasprotju s kanonskim pravom, vendar ne brez precedensa.  Eden od škofov, ki so Fotija blagoslovili, je bil Gregor Azbest iz Sirakuz, katerega je Ignacij odstavil. Ker nekaj škofov in večina samostanov, med katerimi je bil najbolj znan Studijski, Fotija ni priznalo, je Fotij leta 859 sklical cerkveni zbor, na katerem so Ignaciju odvzeli naslov patriarha.
Leta 860 je cesar Mihael III. pozval papeža Nikolaja I., naj na cerkveni zbor v Konstantinopel pošlje svoje legate, ki bi podrobno pojasnili katoliško doktrino  čaščenja ikon. Papež se je odločil, da bo legate poslal in Fotiju pisno izrazil  zadovoljstvo z njegovim verskim prepričanjem,   zavrnil njegovo prenagljeno nekanonsko posvetitev in mu hkrati rekel, da ga bo sprejel kot patriarha, če bo Ignacijevo zaslišanje, ki ga bodo opravili  njegovi legati, potrdilo obtožbe proti njemu.  Papež je zase pridržal pravico do dokončne razsodbe. Legati so se kljub temu, da je to presegalo njihova pooblastila, in morda pod pritiskom bizantinskega dvora udeležili cerkvenega koncila leta 861, ki je razsodil v Fotijevo korist. Papež Nikolaj se je svojemu odločanju odrekel in leta 863 sklical sinodo v Rimu, ki je razveljavila sklepe sinode leta 861, odstavil  Fotija in na njegov položaj ponovno imenoval Ignacija. 

## Zaplet z Bolgarijo
Nikolaj I. je v odgovor na ostro cesarjevo pismo leta 865 razglasil, da je pripravljen ponovno odpreti Fotijev in Ignacijev primer. V tem času se je zaostrilo tudi rivalstvo med Vzhodno in Zahodno cerkvijo v odnosu do Bolgarov,  ker je njihov kan Boris I. po kratki vojni sprejel krščanstvo od Bizantincev, se spreobrnil v krščanstvo in obljubil, da bo pokristjanil tudi svoje ljudstvo. Ker je Fotij zavrnil imenovanje posebnega patriarha za bolgarske kristjane, je Boris I. v Bolgarijo povabil latinske misijonarje. Leta 867 je Fotij napadel Latince, ker so k nicejski veroizpovedi dodali Filioque (dobesedno »in [od]  Sina«). Fotijeve obtožbe niso bile namenjene Zahodni cerkvi kot celoti, še manj pa Rimu, ki takrat dodatka (še) ni sprejel. Filioque  je sprejel šele potem, ko je v poznem 13. stoletju postal osrednja téma bizantinske polemike. Pred tem so ga omenili samo nekajkrat.
Ker se je Mihael III. bal, da se bodo Franki preveč približali njegovi prestolnici, je Fotiju odobril, da na srečanje v prestolnico povabi patriarhe Aleksandrije, Antiohije in Jeruzalema, da se izrečejo o papeževem poseganju  v Bolgarijo. Na sinodi leta 867 so obsodili  papeža Nikolaja I.  herezije in ga odstavili.
Odnose med Rimom in Konstantinoplom je s približevanjem k Rimu še bolj zapletel bolgarski kan Boris I.. Fotij se je tega zavedal in v  pismu O dolžnostih kneza  poskušal ublažiti svoje mnenje, Boris pa je neodvisno od Fotija  papežu poslal pismo s 115 vprašanji, na katera je papež odgovoril v Responsa Nicolai papae I. ad Consulta Bulgarorum (Odgovori papeža Nikolaja na vprašanja Bolgarov). Boris I. se je zaradi papeževe zavrnitve imenovanja kasnejšega papeža Formoza  za bolgarskega nadškofa obrnil proti Bizancu, ki je na Četrtem  carigrajskem koncilu Bolgarski cerkvi podelil status avtokefalnosti.

## Zaključek
Papež Nikolaj I. je umrl še preden so sklepi carigrajskega koncila prišli do Rima. Isto leto je umrl tudi cesar Mihael III.. Na bizantinski prestol je prišel njegov morilec Bazilij I., ki je Fotija odstavil in na njegovo mesto imenoval odstavljenega Ignacija. Po Fotijevi in Ignacijevi smrti se je razkol končal in  Cerkvi sta se  ponovno zedinili, spori med njina pa so se kljub temu nadaljevali.
Ignacij ni bizantinskih zahtev do Bolgarije podpiral nič manj kot Fotij. Ko je leta 877 umrl, je patriarh ponovno postal Fotij. Papež Janez VIII. je bil bolj elastičen kot Nikolaj I.. Njegovi delegati na Carigrajskem cerkvenem zboru leta 879-880 so sprejeli Fotijev položaj in se strinjali, da bo formalno oblast nad Bolgarsko pravoslavno cerkvijo imel Rim, izvršno oblast pa bo obdržal Konstantinopel. Bolgarska cerkev je ostala avtokefalna do leta 927, ko je bila skladno z mirovnim sporazumom z Bizantinskim cesarstvom povišana v patriarhat. 
Sveta Ciril in Metod, katera sta Mihael III. in Fotij poslal na Moravsko, sta se v sporu postavila na papeževo stran.